# El príncipe (película)
El príncipe es una película coproducción belga-argentina-chilena de 2019, ópera prima de Sebastián Muñoz. El guion es obra del mismo director, junto a Luis Barrales, y está basado en la novela homónima de baja circulación escrita por Mario Cruz a principios de los 70s, y ambientada en la misma época en la comuna de San Bernardo, Región Metropolitana. La temática explora con crudeza la historia de un joven condenado por el crimen violento de su mejor amigo, su relación con otros prisioneros, los afectos, las lealtades, su identidad sexual, y la búsqueda del poder dentro de la prisión.
Algunos cortes en adelanto fueron presentados como Obra en Progreso Latinoamericano en los festivales de Sanfic 14, Santiago de Chile y en Cine en Construcción 34, San Sebastián.
Tuvo su premier mundial compitiendo en la Semana de la Crítica, en el marco del Festival Internacional de Cine de Venecia, 2019, siendo galardonada con el Queer Lion, premio oficial de la Mostra a la mejor película de temática LGTB de todas las secciones del Festival. Posteriormente, en septiembre de 2019, fue seleccionada para competir en el Festival Internacional de Cine de San Sebastián, como parte de la sección Horizontes Latinos, antes de proseguir su recorrido en los Festivales Internacionales de Chicago, Busan, Atenas, y Valdivia, entre otros. Asimismo, obtuvo el premio como «Mejor Película» en la V versión del Festival Internacional de Cine LGBT AMOR 2020.

## Proyecto y Desarrollo
El proyecto de adaptar al cine la única novela de Mario Cruz, un autor poco conocido, había sido acariciado muchos años atrás por la cineasta Alicia Scherson, quien estuvo en conversaciones con el dramaturgo Luis Barrales para preparar el guion.
La novela de Cruz tuvo su apogeo en los años 70, nunca estuvo disponible en librerías y solo podía ser adquirida en los kioscos de revistas de la calle San Diego, en Santiago. El director Sebastián Muñoz la encontró por casualidad y, junto al mismo Barrales, refinaron el guion hasta su forma definitiva. Con posterioridad se incorporaron a la producción las chilenas Niña Niño Films y El Otro Films, la argentina Le Tiro Cine, y la belga Be Revolution Pictures.

## Argumento
En una cárcel del Santiago de los 70's, Jaime, un joven prisionero que ha sido condenado por el violento e inexplicable crimen de su mejor amigo, tiene un definitivo encuentro con "El Potro", un hombre mayor que inspira respeto y detenta el poder tras las rejas. En la búsqueda de protección, Jaime va desarrollando con el hombre una relación de afecto y ternura, descubre el amor y la necesidad de ser reconocido para luego, devenido en "El Príncipe", replantearse su identidad sexual, las lealtades, y los motivos del crimen que lo llevó a prisión.

## Reparto
- Juan Carlos Maldonado, como Jaime "el Príncipe".
- Alfredo Castro, como "el Potro".
- Gastón Pauls, como "Che Pibe".
- Sebastián Ayala, como el abandonado.
- Lux Balmaceda Pascal, como Dany, "el Rucio".
- Cesare Serra, como "el Gitano".
- José Antonio Raffo, como el gendarme López.
- Paola Volpato, como Elena.
- Catalina Martin, como Mónica.
- Carlos Donoso, como el gendarme García
- Jaime Leiva, como Miguel.
- Nicolás Zárate, como Julio.
- Paula Zúñiga, como mujer del Potro.
- Óscar  Hernández, como el padre.
- Carlos Corales, como Don Roberto
- Daniel Antivilo, como El Tropical.

## Crítica especializada
En tiempos de ser estrenada en Venecia, la mayoría de la prensa especializada italiana evaluó positivamente la película. Martina Barone en Cinematographe escribió:"una película de impetuosa sensualidad. Una obra inquietante, en su multifacética ferocidad sexual, emocional y primitiva", Samuele Sestieri de PointBlank sentenciaba:" El primer trabajo del cineasta chileno Sebastián Muñoz es una deslumbrante canción de amor y muerte, entre placer y dolor", Carlo Valeri de Sentieriselvaggi escribió:"Una película claustrofóbica, pero al mismo tiempo llena de impulsos de deseo. Asfixiante y apasionada como un último abrazo antes de despedirse ". Finalmente la película ganó el Queer Lion Award por los siguientes motivos, según argumentó el Jurado:
"El Príncipe es un retrato apasionado de la vida en una prisión chilena en vísperas del ascenso al poder de Allende en 1970. La brutalidad salvaje de la vida en prisión se contrasta con las relaciones intensamente emocionales entre los presos. Liderado por un imponente Alfredo Castro, el excelente elenco ofrece interpretaciones conmovedoras de un guión poderoso que transmite la aceptación paradójica de los vínculos homosexuales en la cárcel en un momento en que no era socialmente aceptable. El debut como director de Sebastián Muñoz es una exploración audaz y cargada de erotismo de la historia reciente que revela una inesperada ternura en su corazón ."
En el sitio web especializado de reseñas críticas Rotten Tomatoes, El príncipe tiene una evaluación positiva que alcanza al 92% según 13 reseñas, con una calificación promedio de 7.38/10